# Armeghan Taheri
Armeghan Taheri est une écrivaine, militante féministe contre le racisme et l'islamophobie de nationalités allemande et afghane. Elle fonde le magazine, en 2018, un espace d'expression pour les minorités What’s Afghan Punk Rock, anyway ?

## Biographie
Armeghan Taheri naît en Iran, de parents afghans. Elle a quatre ans, lorsque sa famille s'installe en Allemagne, à Aix-La-Chapelle. Elle fait des études de droit européen aux Pays-Bas. Elle complète sa formation par un master en droit et études de genre à l'école d'études africaines et orientales de Londres.
En 2018, elle fonde avec Inès Lamari et Sheikha Gross la revue annuelle en langue anglaise What’s Afghan Punk Rock, anyway ? . Ce magazine est un espace d'expression pour les minorités en dehors du regard occidental. Le magazine présente des récits, des poèmes, des essais, d'artistes égyptiennes, tunisiennes, françaises ou appartenant à la diaspora afghane. Le premier numéro sorti en 2018, aborde la question du trauma. Le deuxième numéro parue en 2019, parle d'amour. Le troisième traite d'avenir.

## Éditions
- What’s Afghan Punk Rock, anyway ? , revue annuelle fondée en 2018

## Performances
- The Body of Trauma, galerie Futura, Berlin, 2016[5]